# Drpe
Pour l’article homonyme, voir DRPE (homonymie).
Drpe (en serbe cyrillique : Дрпе) est un village du centre du Monténégro, dans la municipalité de Kolašin.

## Démographie

### Évolution historique de la population
| 1948 | 1953 | 1961 | 1971 | 1981 | 1991 | 2003 |
| ---- | ---- | ---- | ---- | ---- | ---- | ---- |
| 79   | 102  | 101  | 64   | 66   | 69   | 71   |